# St. Johns (Arizona)
St. Johns is een plaats (city) in de Amerikaanse staat Arizona, en valt bestuurlijk gezien onder Apache County.
De plaats ligt aan de Little Colorado.

## Demografie
Bij de volkstelling in 2000 werd het aantal inwoners vastgesteld op 3269.

## Geografie
Volgens het United States Census Bureau beslaat de plaats een oppervlakte van
17,1 km², geheel bestaande uit land.

## Plaatsen in de nabije omgeving
De onderstaande figuur toont nabijgelegen plaatsen in een straal van 68 km rond St. Johns.